# Auckland City FC
Auckland City Football Club este un club de fotbal din Auckland, Noua Zeelandă. Clubul joacă în ASB Premiership cel mai înalt nivel fotbalistic din Noua Zeelandă.

## Palmares

#### Distincții
- Sport Auckland Team of the Year

- Câștigători (3): 2006, 2010, 2011.

- IFFHS Oceania Club of the Decade (2001-2010).

### Intern

#### Campionat
- ASB Premiership

- Câștigători (4):2005, 2006, 2007, 2009.
- Locul doi (1):2011.

- Sezon normal (4): 2005, 2006, 2010, 2012.

- Locul doi (3):2008, 2009, 2008, 2011.

#### Cupe
- ASB Charity Cup

- Câștigători (1): 2011.

#### Continental
- Liga Campionilor OFC

- Câștigători (4):2006, 2009, 2011, 2012.